# Tamarhaniwka
Tamarhaniwka (ukr. Тамарганівка) – wieś na Ukrainie, w obwodzie charkowskim, w rejonie kupiańskim. W 2001 liczyła 44 mieszkańców, spośród których 42 posługiwało się językiem ukraińskim, a 2 rosyjskim.